# Gapurana
Gapurana is een bestuurslaag in het regentschap Sumenep van de provincie Oost-Java, Indonesië. Gapurana telt 7689 inwoners (volkstelling 2010).